# 山梨県道108号県民の森公園線
山梨県道108号県民の森公園線（やまなしけんどう108ごう けんみんのもりこうえんせん）は山梨県南アルプス市の県民の森公園と山梨県道42号韮崎南アルプス富士川線を結ぶ一般県道である。

## 概要

### 路線データ
- 起点：山梨県南アルプス市上市之瀬（南アルプス市県民の森公園）
- 終点：山梨県南アルプス市小笠原（下町交差点＝山梨県道42号韮崎南アルプス富士川線交点）

## 通過する自治体
- 山梨県南アルプス市

## 交差・接続する道路
- 山梨県道110号桃園市之瀬線
- 山梨県道42号韮崎南アルプス富士川線（下町交差点）

## 周辺
- 死霊八幡霊神
- 野之瀬郵便局
- 南アルプス市立櫛形西小学校